# Nosodendron jakli
Nosodendron jakli is een keversoort uit de familie van de boomsapkevers (Nosodendridae). De wetenschappelijke naam van de soort is voor het eerst geldig gepubliceerd in 2005 door Jiří Háva.